# Tateyama (Toyama)
Tateyama (立山町?) è una cittadina giapponese della prefettura di Toyama.
Tateyama (立 山 町? Tateyama-machi) è una città situata nel quartiere Nakani ikawa, Prefettura di Toyama, in Giappone. A partire dal 1 ° ottobre 2016, la città aveva una popolazione stimata di 26.161 e una densità di 85.1 abitanti per km², mentre l'area totale della città era di 307,29 chilometri quadrati.
Nel suo territorio sono presenti le due cascate più alte dell'intero Giappone: la cascata di Shōmyō e quella di Hannoki, che hanno rispettivamente un'altezza di 350 e 497 metri.
Nella cittadina è anche presente la Cabina Teleferica di Kurobe.